# Grammy Award de la meilleure chanson R&B
Le Grammy Award de la meilleure chanson R&B (Grammy Award for Best R&B Song) est une récompense des Grammy Awards créée en 1969 afin de distinguer une chanson de qualité dans le genre de la musique rhythm and blues.
De 1969 à 2000, elle était décernée sous le nom Grammy Award de la meilleure chanson Rhythm and Blues (Grammy Award for Best Rhythm and Blues Song).
Ce prix récompense en premier lieu les auteurs et les compositeurs de la chanson. 

## Lauréats
Liste des lauréats,.

### Années 1960
| Année | Lauréat                                                                                          |
| ----- | ------------------------------------------------------------------------------------------------ |
| 1969  | Otis Redding et Steve Cropper pour (Sittin' On) The Dock of the Bay interprétée par Otis Redding |

### Années 1970
| Année | Lauréat |
| ----- | --- |
| 1970  | Richard Lewis Spencer pour Color Him Father interprétée par The Winstons                                            |
| 1971  | Ronald Dunbar et General Johnson pour Patches interprétée par Clarence Carter                                       |
| 1972  | Bill Withers pour Ain't No Sunshine interprétée par Bill Withers                                                    |
| 1973  | Barrett Strong et Norman Whitfield pour Papa Was a Rollin' Stone interprétée par The Temptations                    |
| 1974  | Stevie Wonder pour Superstition interprétée par Stevie Wonder                                                       |
| 1975  | Stevie Wonder pour Living for the City interprétée par Stevie Wonder                                                |
| 1976  | Harry Wayne Casey, Willie Clarke, Richard Finch et Betty Wright pour Where Is the Love interprétée par Betty Wright |
| 1977  | Boz Scaggs et David Paich pour Lowdown interprétée par Boz Scaggs                                                   |
| 1978  | Leo Sayer et Vini Poncia pour You Make Me Feel Like Dancing interprétée par Leo Sayer                               |
| 1979  | Paul Jabara pour Last Dance interprétée par Donna Summer                                                            |

### Années 1980
| Année | Lauréat |
| ----- | --- |
| 1980  | David Foster, Jay Graydon et Bill Champlin pour After the Love Has Gone (interprétée par Earth, Wind & Fire)                     |
| 1981  | Reggie Lucas et James Mtume pour Never Knew Love Like This Before (interprétée par Stephanie Mills)                              |
| 1982  | Bill Withers, William Salter et Ralph MacDonald pour Just the Two of Us (interprétée par Grover Washington, Jr. et Bill Withers) |
| 1983  | Jay Graydon, Steve Lukather et Bill Champlin pour Turn Your Love Around (interprétée par George Benson)                          |
| 1984  | Michael Jackson pour Billie Jean (interprétée par Michael Jackson)                                                               |
| 1985  | Prince pour I Feel for You (interprétée par Chaka Khan)                                                                          |
| 1986  | Jeffrey Cohen et Narada Michael Walden pour Freeway of Love (interprétée par Aretha Franklin)                                    |
| 1987  | Anita Baker, Louis A. Johnson et Gary Bias pour Sweet Love (interprétée par Anita Baker)                                         |
| 1988  | Bill Withers pour Lean on Me (interprétée par Club Nouveau)                                                                      |
| 1989  | Anita Baker, Randu Holland et Skip Scarborough pour Giving You The Best That I Got (interprétée par Anita Baker)                 |

### Années 1990
| Année | Lauréat |
| ----- | --- |
| 1990  | Kenny Gamble and Leon Huff pour If You Don't Know Me by Now interprétée par Simply Red                     |
| 1991  | MC Hammer, Rick James et Alonzo Miller pour U Can't Touch This interprétée par MC Hammer                   |
| 1992  | Marcus Miller, Luther Vandross et Teddy Vann pour Power of Love/Love Power interprétée par Luther Vandross |
| 1993  | Babyface, Antonio Reid and Daryl Simmons pour End of the Road interprétée par les Boyz II Men              |
| 1994  | Janet Jackson, Jimmy Jam and Terry Lewis pour That's the Way Love Goes interprétée par Janet Jackson       |
| 1995  | Babyface pour I'll Make Love to You interprétée par les Boyz II Men                                        |
| 1996  | Stevie Wonder pour For Your Love interprétée par Stevie Wonder                                             |
| 1997  | Babyface pour Exhale (Shoop Shoop) interprétée par Whitney Houston                                         |
| 1998  | R. Kelly pour I Believe I Can Fly interprétée parR. Kelly                                                  |
| 1999  | Lauryn Hill pour Doo Wop (That Thing) interprétée par Lauryn Hill                                          |

### Années 2000
| Année | Lauréat |
| ----- | --- |
| 2000  | Kevin She'kspere Briggs, Kandi Burruss, and Tameka Cottle pour No Scrubs (interprétée par TLC)                                                                                       |
| 2001  | La Shawn Daniels, Fred Jerkins III, Rodney Jerkins, Beyoncé Knowles, LeToya Luckett, LaTavia Roberson and Kelly Rowland pour Say My Name (interprétée par Destiny's Child)           |
| 2002  | Alicia Keys pour Fallin' (interprétée par Alicia Keys) |
| 2003  | Erykah Badu, Madukwu Chinwah, Common, Robert Ozuna, James Poyser, Raphael Saadiq et Glen Standridge pour Love of My Life (An Ode to Hip-Hop) (interprétée par Erykah Badu et Common) |
| 2004  | Beyonce Knowles, Rich Harrison et Jay-Z pour Crazy in Love (interprétée par Beyoncé Knowles et Jay-Z)                                                                                |
| 2005  | Alicia Keys, Harold Lilly et Kanye West pour You Don't Know My Name (interprétée par Alicia Keys)                                                                                    |
| 2006  | Mariah Carey, Jermaine Dupri, Manuel Seal et Johntà Austin pour We Belong Together (interprétée par Mariah Carey)                                                                    |
| 2007  | Johntà Austin, Mary J. Blige, Bryan Michael Cox et Jason Perry pour Be Without You (interprétée par Mary J. Blige)                                                                   |
| 2008  | Dirty Harry, Kerry Brothers, Jr. & Alicia Keys pour No One (interprétée par Alicia Keys)                                                                                             |
| 2009  | M.S. Eriksen, T.E. Hermansen & Ne-Yo pour Miss Independent (interprétée par Ne-Yo)                                                                                                   |

### Années 2010
| Année | Lauréat |
| ----- | --- |
| 2010  | Thaddis Harrell, Beyoncé Knowles, Terius Nash et Christopher Stewart pour Single Ladies (Put a Ring on It) (interprétée par Beyoncé)                                                               |
| 2011  | John Stephens pour Shine (interprétée par John Legend et The Roots) |
| 2012  | Cee Lo Green, Melanie Fiona et Jack Splash pour Fool for You (interprétée par Cee Lo Green feat. Melanie Fiona)                                                                                    |
| 2013  | Miguel Pimentel pour Adorn (interprétée par Miguel) |
| 2014  | James Fauntleroy, Jerome Harmon, Timothy Mosley et Justin Timberlake pour Pusher Love Girl (interprétée par Justin Timberlake)                                                                     |
| 2015  | Shawn Carter, Rasool Diaz, Noel Fisher, Jerome Harmon, Beyonce Knowles, Timothy Mosley, Andre Eric Protor et Brian Soto pour Drunk in Love (interprétée par Beyoncé et Jay-Z)                      |
| 2016  | D'Angelo, Gina Figueroa et Kendra Foster pour Really Love (interprétée par D'Angelo & The Vanguard)                                                                                                |
| 2017  | Hod David et Musze pour Lake by the Ocean (interprétée par Maxwell) |
| 2018  | Christopher Brody Brown, James Fauntleroy, Philip Lawrence, Bruno Mars, Ray Charles McCullough II, Jeremy Reeves, Ray Romulus et Jonathan Yip pour That's What I Like (interprétée par Bruno Mars) |
| 2019  | Larrance Dopson, Joelle James, Ella Mai et Dijon McFarlane pour Boo'd Up (interprétée par Ella Mai)                                                                                                |

### Années 2020
| Année | Lauréat |
| ----- | --- |
| 2020  | PJ Morton pour Say So (interprétée par PJ Morton feat. JoJo)                                                                                             |
| 2021  | Robert Glasper, Meshell Ndegeocello et Gabriella Wilson pour Better Than I Imagined (interprétée par Robert Glasper feat. H.E.R. et Meshell Ndegeocello) |
| 2022  | Anderson .Paak, Brody Brown, D'Mile et Bruno Mars pour Leave the Door Open (interprétée par Bruno Mars et Anderson .Paak)                                |
| 2023  | Nova Wav Brody Brown, Beyoncé, The-Dream, Morten Ristorp, Nile Rodgers et Raphael Saadiq pour Cuff It (interprétée par Beyoncé)                          |
| 2024  | Kenneth Edmonds, Blair Ferguson, The Rascals, SZA et Leon Thomas III pour Snooze (interprétée par SZA)                                                   |
| 2025  | Rob Bisel, Cian Ducrot, Carter Lang, Solána Rowe, Jared Solomon et Scott Zhang pour Saturn                                                               |